# بيلي دير
بيلي دير (بالإنجليزية: Billy Dare)‏ (14 فبراير 1927 في المملكة المتحدة - 1 أبريل 1994 في المملكة المتحدة) هو مدرب كرة قدم ولاعب كرة قدم بريطاني في مركز الهجوم. لعب مع نادي برينتفورد ووست هام يونايتد وHendon F.C. ‏ ونادي هيلينغدون بورو.